# مانوئل دیاز گیل
مانوئل دیاز گیل (انگلیسی: Manuel Díaz Gil; ۲۹ مارس ۱۹۲۹ – ۲۸ مارس ۱۹۶۶) بازیکن فوتبال اهل اسپانیا بود.
از باشگاه‌هایی که در آن بازی کرده‌است می‌توان به باشگاه فوتبال سویا و باشگاه فوتبال دپورتیوو لاکرونیا اشاره کرد.